# Jacques Noël
Jacques Noël   (10è districte de París, 6 d'abril de 1920 - Caen, 7 d'octubre de 2004) va ser un tirador d'esgrima francès, especialista en floret, que va competir durant la dècades dècada de 1950.
El 1952 va prendre part en els Jocs Olímpics d'Estiu de Hèlsinki, on guanyà la medalla d'or en la competició de floret per equips del programa d'esgrima. Formà equip amb Adrien Rommel, Christian d'Oriola, Claude Netter, Jacques Lataste i Jéhan de Buhan.
En el seu palmarès també destaca una medalla d'or al |Campionat del Món d'esgrima de 1953 i una de plata als Jocs del Mediterrani de 1951.